# Noor Vidts
Noor Vidts, född 30 maj 1996, är en belgisk friidrottare som tävlar i mångkamp. Hon tog guld i femkamp vid inomhus-VM 2022 i Belgrad.

## Karriär
Vidts gjorde sina första internationella tävlingar 2013 och slutade under året på 15:e plats vid ungdoms-VM i Donetsk med 5 289 poäng. Året därpå slutade hon på 16:e plats vid junior-VM i Eugene med 5 342 poäng i sjukamp. I juli 2015 slutade Vidts på fjärde plats vid junior-EM i Eskilstuna med ett nytt personbästa på 5 652 poäng. I maj 2017 vid Hypomeeting i Götzis tog hon sig för första gången över 6 000-poängsgränsen och förbättrade sitt personbästa till 6 024 poäng. I juli 2017 vid U23-EM i Bydgoszcz slutade Vidts på 5:e plats med 5 924 poäng. Följande månad tog hon brons vid Sommaruniversiaden i Taipei med 5 728 poäng efter att slutat bakom österrikiska Verena Preiner och australiska Alysha Burnett.
I augusti 2018 vid EM i Berlin placerade Vidts sig på 20:e plats med 5 598 poäng efter att ha genomfört tävlingen med ett brutet lillfinger. I juni 2019 förbättrade hon sitt personbästa till 6 194 poäng vid en tävling i spanska Arona. I oktober samma år slutade Vidts på 15:e plats vid VM i Doha med 5 989 poäng. I mars 2021 vid inomhus-EM i Toruń tog hon silver i femkamp på personbästat 4 791 poäng efter att ha slutat bakom landsmaninnan Nafissatou Thiam. I juni samma år förbättrade Vidts sitt personbästa i sjukamp till 6 240 poäng vid en tävling i Arona och hon kvalificerade sig även då till OS i Tokyo genom sin placering på världsrankingen. I augusti 2021 vid OS slutade Vidts på 4:e plats i sjukampstävlingen med personbästat 6 571 poäng, endast 19 poäng bakom bronsmedaljören Emma Oosterwegel.
I mars 2022 vid inomhus-VM i Belgrad tog Vidts guld i femkampen med 4 929 poäng, vilket var ett nytt belgiskt inomhusrekord samt världsårsbästa. I mars 2023 tog hon brons i femkamp vid inomhus-EM i Istanbul.

## Tävlingar

### Internationella
| År                   | Tävling                        | Plats                | Placering            | Gren                 | Resultat             |
| Tävlande för Belgien | Tävlande för Belgien           | Tävlande för Belgien | Tävlande för Belgien | Tävlande för Belgien | Tävlande för Belgien |
| -------------------- | ------------------------------ | -------------------- | -------------------- | -------------------- | -------------------- |
| 2013                 | Ungdomsvärldsmästerskapen      | Donetsk              | 15:e                 | Sjukamp              | 5 289 poäng          |
| 2014                 | Juniorvärldsmästerskapen       | Eugene               | 16:e                 | Sjukamp              | 5 342 poäng          |
| 2015                 | Junioreuropamästerskapen       | Eskilstuna           | 4:e                  | Sjukamp              | 5 652 poäng          |
| 2017                 | U23-europamästerskapen         | Bydgoszcz            | 5:e                  | Sjukamp              | 5 924 poäng          |
| 2017                 | Sommaruniversiaden             | Taipei               | 3:e                  | Sjukamp              | 5 728 poäng          |
| 2018                 | Europamästerskapen             | Berlin               | 20:e                 | Sjukamp              | 5 598 poäng          |
| 2019                 | Världsmästerskapen             | Doha                 | 15:e                 | Sjukamp              | 5 989 poäng          |
| 2021                 | Europeiska inomhusmästerskapen | Toruń                | 2:a                  | Femkamp              | 4 791 poäng          |
| 2021                 | Olympiska sommarspelen         | Tokyo                | 4:e                  | Sjukamp              | 6 571 poäng          |
| 2022                 | Inomhusvärldsmästerskapen      | Belgrad              | 1:a                  | Femkamp              | 4 929 poäng          |
| 2022                 | Världsmästerskapen             | Eugene               | 5:e                  | Sjukamp              | 6 559 poäng          |
| 2022                 | Europamästerskapen             | München              | 4:e                  | Sjukamp              | 6 467 poäng          |
| 2023                 | Europeiska inomhusmästerskapen | Istanbul             | 3:e                  | Femkamp              | 4 823 poäng          |
| 2023                 | Världsmästerskapen             | Budapest             | 6:e                  | Sjukamp              | 6 450 poäng          |
| 2024                 | Inomhusvärldsmästerskapen      | Glasgow              | 1:a                  | Femkamp              | 4 773 poäng          |
| 2024                 | Europamästerskapen             | Rom                  | 3:e                  | Sjukamp              | 6 596 poäng          |

### Nationella
| - Belgiska friidrottsmästerskapen (utomhus): - 2016: Brons – Höjdhopp (1,74 meter, Bryssel) - 2022: Silver – Höjdhopp (1,84 meter, Gent) - 2023: Brons – Kulstötning (13,99 meter, Brygge) | - Belgiska friidrottsmästerskapen (inomhus): - 2014: Brons – 200 meter (25,73 sekunder, Gent) - 2017: Brons – 60 meter häck (8,50 sekunder, Gent) - 2018: Silver – 200 meter (24,46 sekunder, Gent) - 2018: Silver – Höjdhopp (1,74 meter, Gent) - 2021: Silver – Höjdhopp (1,77 meter, Louvain-la-Neuve) - 2021: Brons – 60 meter häck (8,33 sekunder, Louvain-la-Neuve) - 2022: Silver – 60 meter häck (8,24 sekunder, Louvain-la-Neuve) - 2024: Guld – 60 meter häck (8,27 sekunder, Louvain-la-Neuve) - 2024: Brons – Kulstötning (13,75 meter, Louvain-la-Neuve) | - Belgiska mästerskapen i mångkamp (utomhus): - 2019: Guld – Sjukamp (6 018 poäng, Brygge) - 2020: Guld – Sjukamp (5 837 poäng, Deinze) | - Belgiska mästerskapen i mångkamp (inomhus): - 2016: Silver – Femkamp (4 181 poäng, Gent) - 2017: Guld – Femkamp (4 297 poäng, Gent) - 2018: Guld – Femkamp (4 446 poäng, Gent) - 2020: Guld – Femkamp (4 629 poäng, Louvain-la-Neuve) |

## Personliga rekord
| Utomhus - 100 meter – 12,14 (Ninove, 13 augusti 2017) - 200 meter – 23,70 (Tokyo, 4 augusti 2021) - 800 meter – 2.08,50 (Eugene, 18 juli 2022) - 100 meter häck – 13,16 (Rom, 7 juni 2024) - 400 meter häck – 1.00,21 (Gent, 13 september 2020) - Höjdhopp – 1,84 m (La Nucia, 31 augusti 2019) - Längdhopp – 6,39 m (Ribeira Brava, 7 juli 2019) - Kulstötning – 14,79 m (Rom, 7 juni 2024) - Spjutkastning – 42,12 m (Rom, 8 juni 2024) - Sjukamp – 6 571 poäng (Tokyo, 5 augusti 2021) | Inomhus - 60 meter – 7,82 (Gent, 23 februari 2018) - 200 meter – 24,46 (Gent, 17 februari 2018) - 800 meter – 2.08,81 (Belgrad, 18 mars 2022) - 60 meter häck – 8,15 (Belgrad, 18 mars 2022) - Höjdhopp – 1,84 m (Antequera, 16 februari 2019) - Längdhopp – 6,60 m (Belgrad, 18 mars 2022) - Kulstötning – 14,26 m (Glasgow, 1 mars 2024) - Femkamp – 4 929 poäng (Belgrad, 18 mars 2022) 0NR0 |